# Scaphytopius acutus
Scaphytopius acutus är en insektsart som beskrevs av Thomas Say 1830. Scaphytopius acutus ingår i släktet Scaphytopius och familjen dvärgstritar.

## Underarter
Arten delas in i följande underarter:
- S. a. delongi
- S. a. tenuis
- S. a. cirrus